# Ordre de Nakhimov
Pour les articles homonymes, voir Nakhimov.
L'ordre de Nakhimov (en russe : Орден Нахимова) est une distinction honorifique navale décernée en Union soviétique à partir du 3 mars 1944. Elle est depuis 1992 également décernée en fédération de Russie. L'ordre porte le nom de Pavel Nakhimov, un amiral russe du XIXe siècle.

## Histoire
L'ordre doit être porté sur le côté droit de la poitrine.

## Insignes

### De 1944 à 1991
L'ordre de Nakhimov de 1re classe est composé d'une étoile à cinq branches d'or aux rayons rayonnants, la branche inférieure pointant vers le bas, chargée d'une étoile à cinq branches d'argent dont chaque branche se termine par une ancre navale, la branche supérieure pointant vers le haut, portant un médaillon central en or recouvert d'émail sombre et du profil de l'amiral Nakhimov sur deux branches de laurier. Au-dessus de la tête de l'amiral le long de la circonférence supérieure du médaillon, l'inscription en lettres dorées « АДМИРАЛ НАХИМОВ » (amiral Nakhimov). Au croisement des branches de laurier se trouvent une faucille et un marteau croisés. Cinq rubis rouges triangulaires sont fixés à l'étoile d'argent, un sur chaque bras pointant vers le bord extérieur du médaillon central. Sur le revers de l'étoile d'argent, une vis filetée et un écrou de 33 mm de diamètre permettent le port de l'insigne. L'Ordre de Nakhimov 2e classe était de construction en deux parties et était entièrement en argent avec de l'émail rouge à la place des rubis.

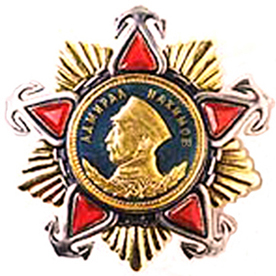
Ordre de Nakhimov de 1re classe.
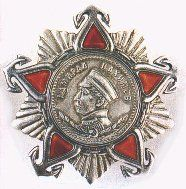
Ordre de Nakhimov de 2e classe.

### De 1992 à 2010
La seule différence notable entre les insignes soviétiques et la première variante des insignes de la fédération de Russie est le retrait de la faucille et du marteau.

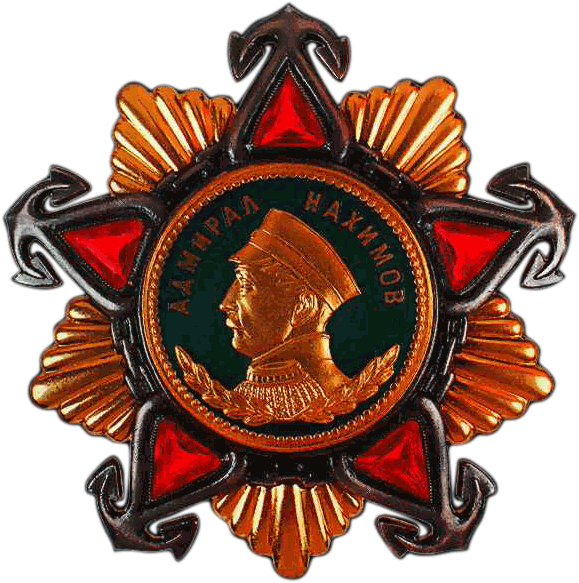
Ordre de Nakhimov de 1re classe.
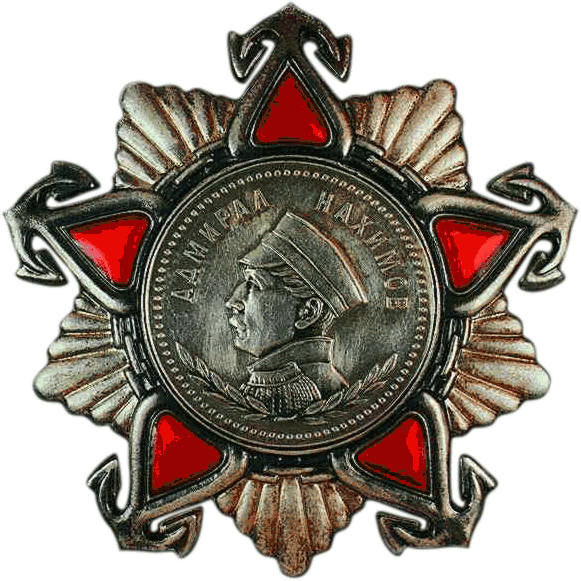
Ordre de Nakhimov de 2e classe.

### Depuis 2010
L'insigne de l'ordre de Nakhimov est une croix pattée en argent émaillé bleu de 40 mm de large avec un étroit bord relevé superposé à une étoile à quatre branches, dont les rayons émaillés de rubis font saillie entre les bras de la croix et se terminent en forme d'ancre navale. Au centre de l'avers, un médaillon bordé d'argent émaillé bleu portant le buste profilé gauche de l'amiral Nakhimov sur des branches de laurier. Le long de la circonférence du médaillon, au-dessus de l'image du buste, l'inscription en argent en relief « АДМИРАЛ НАХИМОВ ». Le médaillon est entouré d'une chaîne en argent.
L'insigne est suspendu à une monture pentagonale russe standard par un anneau passant dans la boucle de suspension. La monture est recouverte d'un ruban moiré de soie orange de 24 mm de large qui se chevauche, avec des bandes noires sur les bords de 1 mm de large et une bande noire centrale de 4 mm de large.

## Récipiendaires
- 1re classe : 82 distinctions (dont des unités navales comme la 1re brigade de torpilleurs de Sebastopol)
- 2e classe : 469 fois (dont deux unités navales)

## Source
- (en) Cet article est partiellement ou en totalité issu de l’article de Wikipédia en anglais intitulé « Order of Nakhimov » (voir la liste des auteurs).
- Anne de Chefdebien, Nicolas Botta-Kouznetzoff, Récompenses d'État de la Fédération de Russie, Illkirch - France, SAMNLHOC, coll. « Numéro spécial n°1 », 2014, 46 p. (ISBN 978-2-910575-01-4)